# Barlissen
Barlissen è una frazione (Ortsteil) del comune di Jühnde, nel land della Bassa Sassonia, in Germania.

## Storia
Già comune autonomo nel circondario di Münden, fu soppresso e incorporato a Jühnde il 1º gennaio 1973.